# 胡毅生

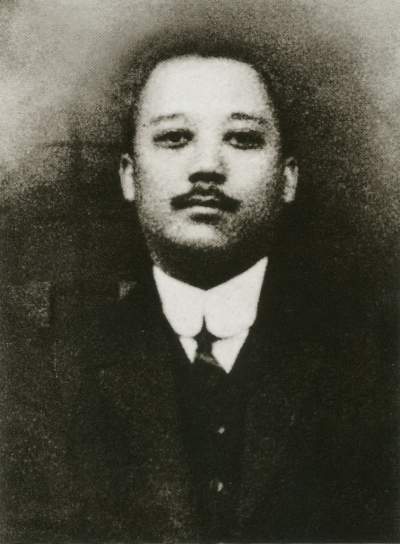
胡毅生

胡毅生（1883年—1957年）名毅，字毅生，号隋斋，以字行，广东番禺人。中国民主革命家，中华民国政治人物。

## 早年

### 日本生涯
胡毅生7岁离家出外读书。17岁时，胡毅生入广雅书院西学堂学习。19岁时，考入两广大学堂。不久，便因与学友梁孝肃倡言反清革命而被开除学籍。
1903年春，胡毅生赴日本东京留学。1903年4月，俄国违反《中俄交收东三省条约》，拒绝自金州、牛庄等地撤军，企图永久性占领中国东北。消息传来，东京的中国留学生掀起拒俄运动，成立拒俄义勇队，后来改组为军国民教育会，由拒俄转为反清革命。胡毅生参加了军国民教育会。在日本期间，胡毅生还加入了兴中会。
1903年8月，孙中山自越南河内抵达日本横滨。胡毅生得知后，随即与同乡伍嘉杰赴山下町的孙中山寓所拜访，表示愿意随孙中山为革命效力。胡毅生协助孙中山筹办东京青山军事训练班，自己也宣誓入班接受训练，并且一度兼任数学教员。
后来，青山军事训练班解散，胡毅生受到刺激。1904年，胡毅生应聘赴横滨华侨学校任教习，并加入当地洪门会社。不久，胡毅生返回东京，在法政大学速成部学习。
1905年7月，孙中山赴日本东京筹建中国同盟会，胡毅生与黄兴、宋教仁、冯自由等人分头通知中国留学生及少数日本人士参加中国同盟会筹备大会。大会上，胡毅生宣誓加入中国同盟会，成为第一批会员之一。一个月之后，中国同盟会正式成立，胡毅生担任第一任广东省籍中国同盟会会员的主盟人。

### 多次起义
1907年，胡毅生与朱执信联络陆军速成学堂、讲武堂、学兵营中的革命人士，并且亲自先后参加了钦廉上思起义、镇南关起义。起义失败后。胡毅生撤往越南避居。1908年，胡毅生潜回广东，与朱执信共同深入到乡镇设立会社，结交并联络各地民军首领。
胡毅生表面上担任广东陆军小学堂教习，但秘密从事革命活动。后来胡毅生遭到告发，避往香港。此后，他不时在广州、香港之间穿梭，和赵声、倪映典、朱执信等人共同策动新军，准备起义。
广州新军起义前，胡毅生专任“农村会党联络工作”，并且同朱执信负责到时“联络番禺、南海、顺德之民军为响应”。但广州新军因与巡警冲突，仓促举行起义，终告失败，顺德等地的民军未及响应。
1910年11月，孙中山召集中国同盟会骨干在马来西亚槟榔屿开会，商讨在广州举行大规模起义事宜。胡毅生、黄兴、胡汉民、赵声等人参加。会议决定筹集巨款，以革命党人及新军为主力，在广州起义。此后，胡毅生先到暹罗筹办华侨中学，后赴香港帮助黄兴成立统筹部，并担任统筹部储备课课长，负责购置枪械。
1911年4月中下旬，统筹部开会讨论起义问题。胡毅生被推为第十路（后改为第四路）起义的队长之一，负责率部坚守大南门。但4月27日下午，黄兴发动广州起义时，胡毅生、姚雨平、陈炯明三路人马以起义日期临时改变为由，未按照计划参加。黄兴一路一百多人不敌清军，起义终告失败。
此后，黄兴和其他革命党人对胡毅生指责颇多。胡毅生流亡香港，帮胡汉民等人进行起义的善后工作。1911年10月武昌起义成功，广东各路民军随后相继起义。当时，民军筹划在广东顺德乐从举行起义，发动者是胡毅生、朱执信。

### 民国革命
1911年11月9日广东光复后，胡汉民任都督的广东军政府成立，胡毅生历任广东军政府枢密院枢密员、军务处长、海军司司长，统辖巡防营水师以及民军。

## 中年經歷
1913年二次革命失败后，胡毅生流亡日本。1914年，加入中华革命党。当时，中华革命党广东司令官为朱执信，胡毅生随朱执信潜赴香港，协助朱执信发动番禺、南海、三水等地民军举行起义，讨伐袁世凯及龙济光。后来，胡毅生自香港赴上海，代表朱执信接洽讨袁等等事宜。
1906年，广东士敏土厂（士敏土即水泥）成立。1917年，胡毅生随孙中山南下广州，士敏土厂成为大元帅府所在地。胡毅生任士敏土厂总办，负责拱卫大元帅府。
1921年，孙中山在广西桂林设立北伐大本营，督师北伐，胡毅生历任大本营参军、大本营粮食处处长。1922年，陈炯明发动六一六事变，胡毅生自小北江赶赴广州，登上永丰舰护卫孙中山。

### 政坛失意
1923年春，孙中山在广州推进中国国民党改组。1924年8月，胡毅生参加广州民选市长竞选，因为舞弊案发而未能当选。此后，胡毅生逐渐失意，与朱卓文靠近，依靠包揽捐务、沙田等为生。
1925年8月，廖仲恺遇刺身亡，胡毅生被怀疑为主谋之一，逃离广州，被广州国民政府下令通缉，后来胡毅生避居香港。
1926年，胡毅生皈依佛教密宗。

## 晚年
中国抗日战争时期，胡毅生到重庆，历任国民政府委员、国民政府国史馆筹备委员等闲职。抗日战争胜利后，胡毅生回到广东，历任制宪国民大会代表、国民政府顾问、总统府顾问。

## 逝世
1957年11月，胡毅生因脑溢血而在台北病逝。12月7日舉行大殮，蔣介石於12月5日題誄「績懋望隆」，派張群代表致祭。1958年1月30日，蔣明令褒揚胡毅生。:15

## 家庭
- 堂兄：胡汉民[1]